# The Reformers; or, The Lost Art of Minding One's Business
The Reformers; or, The Lost Art of Minding One's Business é um filme mudo norte-americano de 1913 em média-metragem, dos gêneros comédia e drama, dirigido por D. W. Griffith.
Cópia do filme encontra-se conservada.